# ونسان دو پل
ونسان دو پل (انگلیسی: Vincent de Paul؛ ۲۴ آوریل ۱۵۸۱ – ۲۷ سپتامبر ۱۶۶۰) قدیس مسیحی اهل فرانسه بود که فرقه لازاریست‌ها را بنیانگذاری نمود. مدرسه ژاندارک و کلیسای ژاندارک در منطقه ۱۲ شهرداری تهران که از مدارس کاتولیک در ایران به حساب می آید زیر نظر فرقه سن ونسان دوپل اداره می شود و هنوز هم مراسم عشاربانی روزهای یکشنبه در آن برپا می شود.